# 斯列坚卡 (莫斯科区)
斯列坚卡（俄语：Сретенка）是吉尔吉斯斯坦楚河州莫斯科区下辖的一个村。根据2009年吉尔吉斯斯坦人口普查，该村人口为3683人。